# 蘇利納

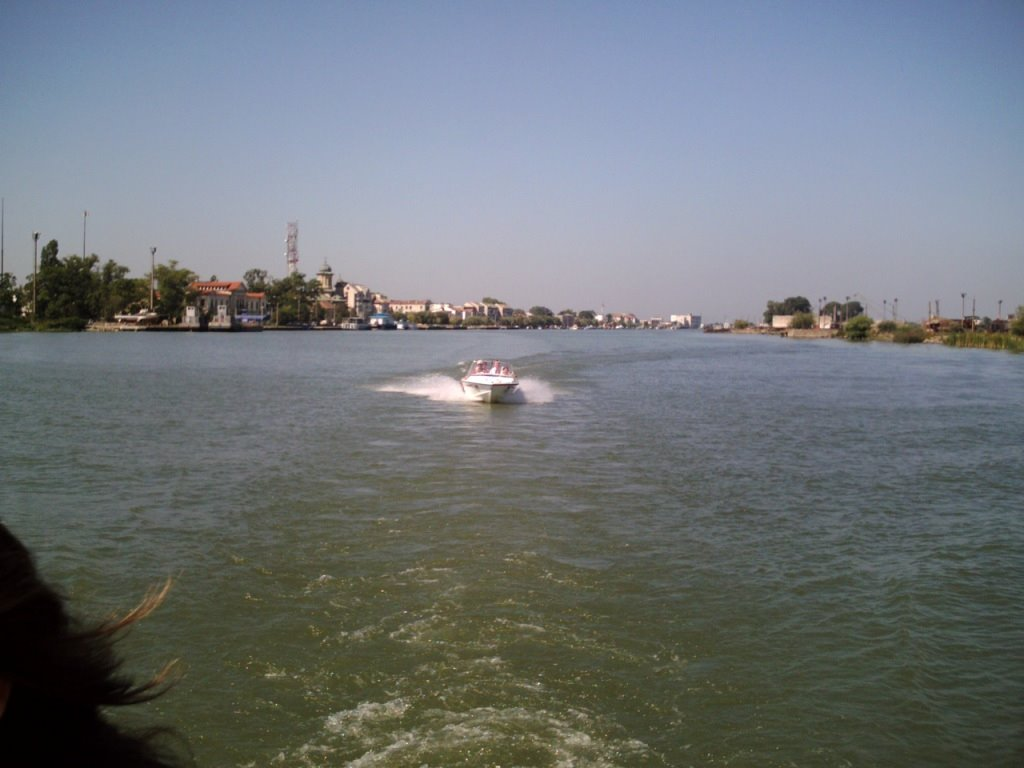

蘇利納（羅馬尼亞語：Sulina；羅馬尼亞語發音：[suˈlina]）是羅馬尼亞的城鎮與港口，位於該國最東端多瑙河畔，由圖爾恰縣負責管轄，面積14.16平方公里，每年降雨量360毫米，2011年人口3,541，居民大多信奉東正教。

## 外部連結
- The Danube Delta Biosphere Reservation （页面存档备份，存于）
- Cazare Pensiuni Sulina